# Tricholoma sulphureum
Tricholoma sulphureum  (Pierre Bulliard, 1784 ex Paul Kummer, 1871) din încrengătura Basidiomycota, în familia Tricholomataceae și de genul Tricholoma este o ciupercă absolut necomestibilă și chiar ușor otrăvitoare. Această specie este numită în popor gălbeniță sau cavaler sulfuros  Ea coabitează, fiind un simbiont micoriza (formează micorize pe rădăcinile arborilor). Buretele se dezvoltă pe terenuri nisipoase, intercalate cu ceva argilă, în regiuni mai călduroase și pe soluri calcaroase, omniprezent în regiunile din România, Basarabia și Bucovina de Nord, crescând în păduri de foioase mai ales sub fagi și stejari, dar de asemenea în cele de conifere sub pini, brazi și molizi, din (iulie) august până în noiembrie (decembrie).

## Taxonomie
Numele binomial a fost determinat de către renumitul savant francez Pierre Bulliard drept Agaricus sulphureus în volumul 4 al operei sale Herbier de la France din 1783 și transferat corect la genul Tricholoma sub păstrarea epitetului de micologul german Paul Kummer, de verificat în marea sa lucrare Der Führer in die Pilzkunde: Anleitung zum methodischen, leichten und sicheren Bestimmen der in Deutschland vorkommenden Pilze mit Ausnahme der Schimmel- und allzu winzigen Schleim- und Kern-Pilzchen din 1871. Acest taxon este valabil până în prezent (2020).
Ulterior au fost făcute încercări de redenumire (vezi în infocasetă) care însă nu au fost aplicate niciodată, fiind astfel neglijabile.

## Descriere

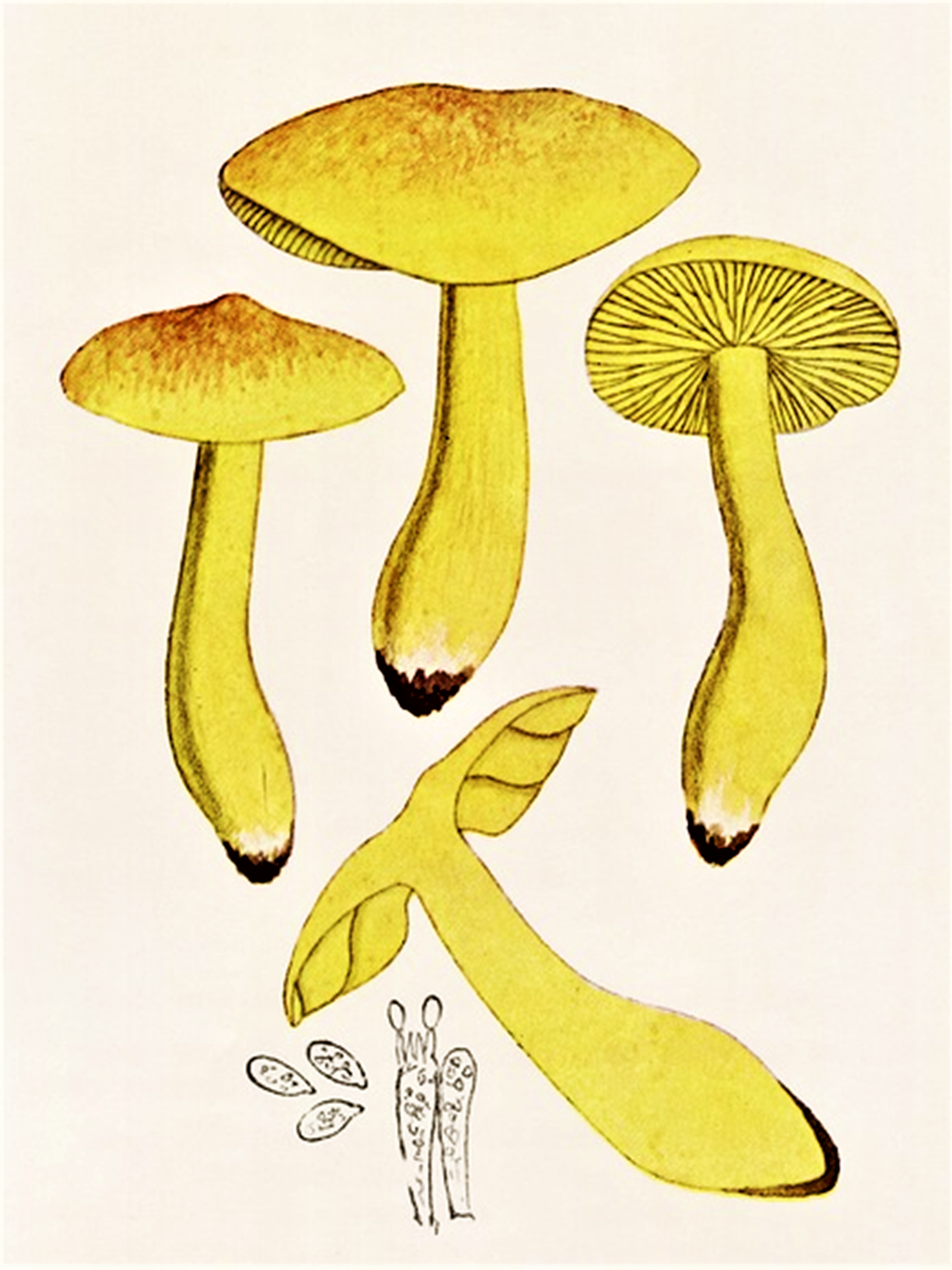
Bres.: Tricholoma sulphureum

- Pălăria: are un diametru între 3 și 8 cm, este la început boltită semisferic, devenind mai târziu convexă, apoi plată și ondulată, deseori adâncită precum cocoșată ușor la mijloc. Marginile rămân pentru destul de lung timp clar răsucite spre interior. Suprafața cuticulei este netedă, uscată și mătăsoasă. Arată o culoare galbenă ca sulful care este mai închisă, în centru brun-roșiatică.
- Lamelele: sunt ceva sfărâmicioase, foarte îndepărtate și late, de lungime inegală, ușor bombate, bifurcate precum crestate lângă picior, fiind de asemenea colorate galben ca sulful.
- Piciorul: are o lungime de 3 la 8 cm și o lățime 0,8 până la 2,5 cm. fiind deseori bombat și plin în tinerețe precum gol pe dinăuntru și cilindric la bătrânețe. Coloritul este galben ca pălăria, primind în vârstă fibre longitudinale roșiatice. Nu pezintă un inel.
- Carnea: este fibroasă, de colorit galben până galben-verzui. Mirosul puternic de sulf, acid butiric respectiv gaz natural este extrem de neplăcut, gustul fiind descris ca făinos-rânced, acru și foarte amar.[5][6]
- Caracteristici microscopice: are spori elipsoidali, apiculați, asemănător migdalelor, neamilozi (nu se decolorează cu reactivi de iod) și hialini (translucizi) cu o mărime de 9-11 x 5-6,5 microni. Pulberea lor este albă. Basidiile clavate cu 2-4 sterigme fiecare măsoară 35-40 x 9-10 microni. Cistidele celule de obicei izbitoare și sterile care pot apărea între basidii și himen, stratul fructifer), în himeniu neexistente, sunt mai scurte, cu vârfuri rotunjite și pediculate.[9] Hifele cuticulei cu o grosime de 3-5µm sunt lunguiețe, cilindrice, dispuse vertical, la baza lor clavat îngroșate de 13-40µm x 4,5-12µm, iar stratul sub-cuticular este format din elemente hifale de 18-30µm × 2,5-7,5µm. Pigmente intracelulare au nuanțe brun-gălbuie. Coaja piciorului este formată de hife înguste și cilindrice cu 2-4µm. Caulocistidele (cistide situate la suprafața piciorului) cilindrice și orânduite paralel sunt formate de elemente hifale cuneiforme măsurând 18-30 × 2,5-7,5 microni. Himeniul nu prezintă aproape niciodată fibule.[10]
- Reacții chimice: Buretele se decolorează cu Hidroxid de potasiu maro și cu sulfat de fier verde.[11]

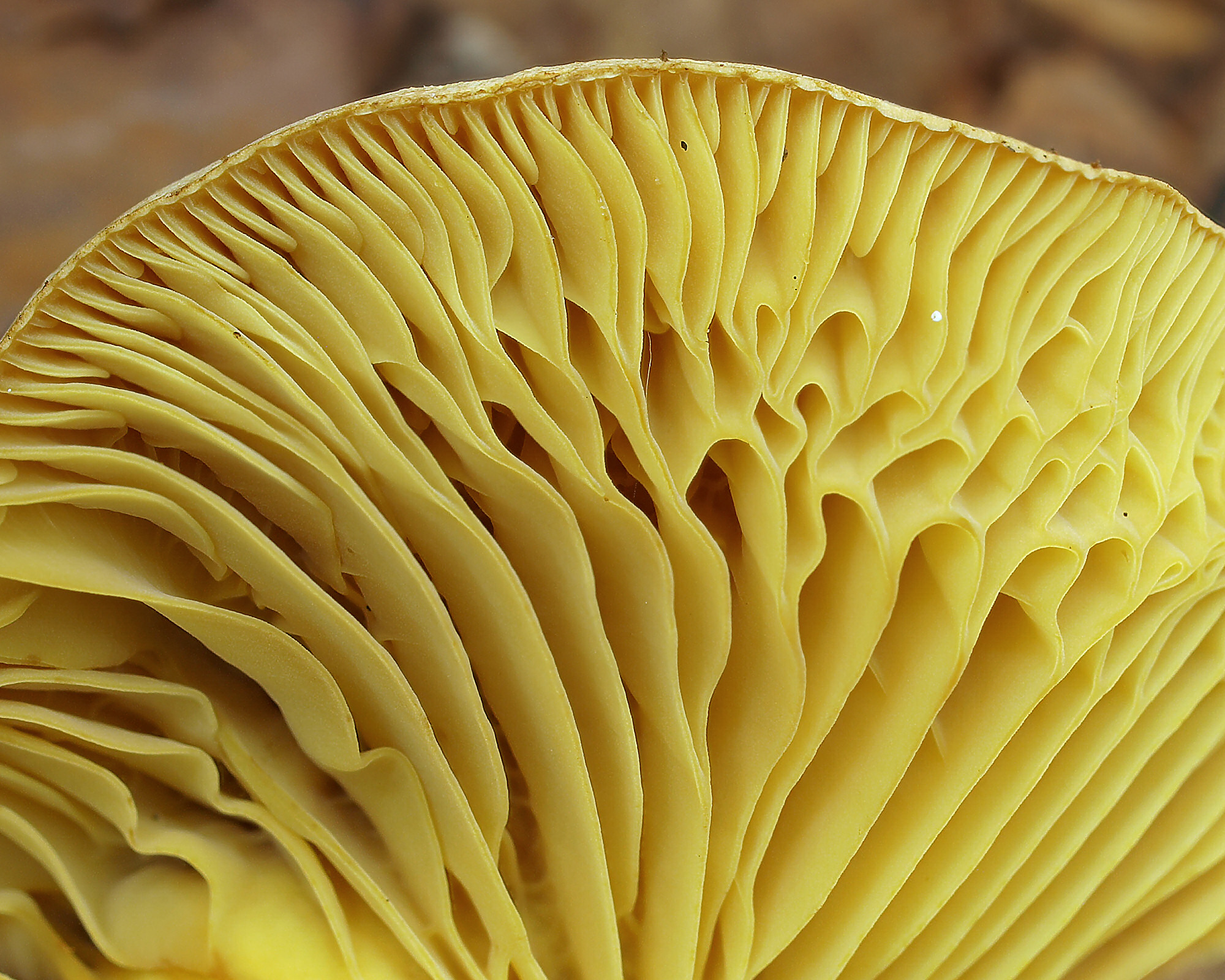
T. sulphureum, lamele
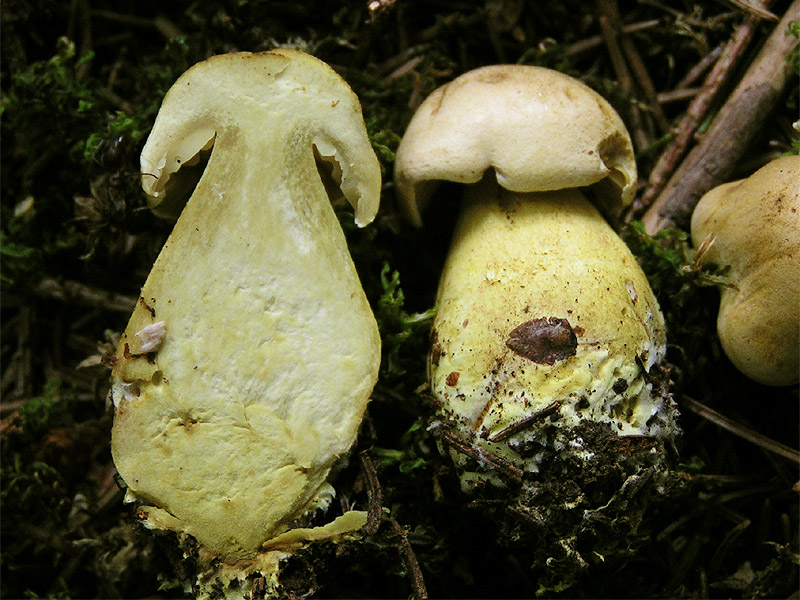
T. sulphureum tineri, tăiați
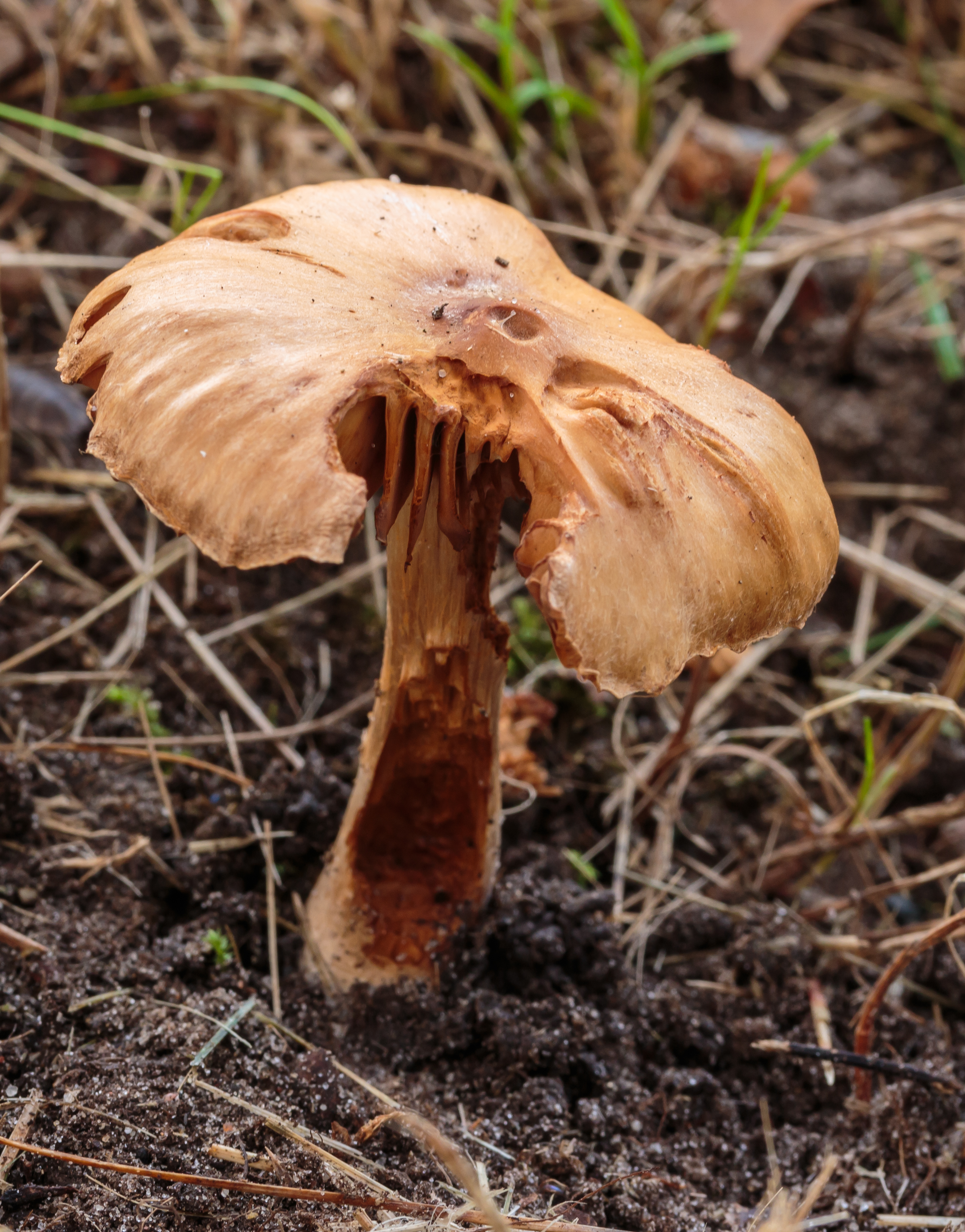
T. sulphureum foarte bătrân

## Confuzii
În primul moment, gălbenița poate fi confundată cu Hypholoma capnoides (comestibil, saprofit, crescând pe bușteni în smoc, lamele albicioase până gri-violete, picior albicios, miros și gust plăcut), Hypholoma fasciculare (otrăvitor, saprofit, crescând pe bușteni în smoc, miros plăcut dar gust foarte amar),
Lepista flaccida sin. Lepista inversa (comestibilă, cuticulă gălbuie până pal brun-gălbuie, lamele precum picior de colorit albicios până ocru și clar decurgătoare, nu se dezvoltă pe lemn), Tricholoma bufonium (otrăvitor), Tricholoma equestre sin. Tricholoma flavovirens (poate să fie letală ca Paxillus involutus, pălărie galben-verzuie, picior albicios, miros făinos și gust plăcut), Tricholoma inamoenum (cuticulă alb-murdară, lamele și picior albicios), Tricholoma sejunctum (necomestibil), Tricholomopsis decora (comestibilă dar inferioară, cu solzișori măslinii pe fund galben, carne destul de dură și fibroasă, gust imperceptibil) sau chiar și cu Kuehneromyces mutabilis (comestibil).

## Ciuperci asemănătoare

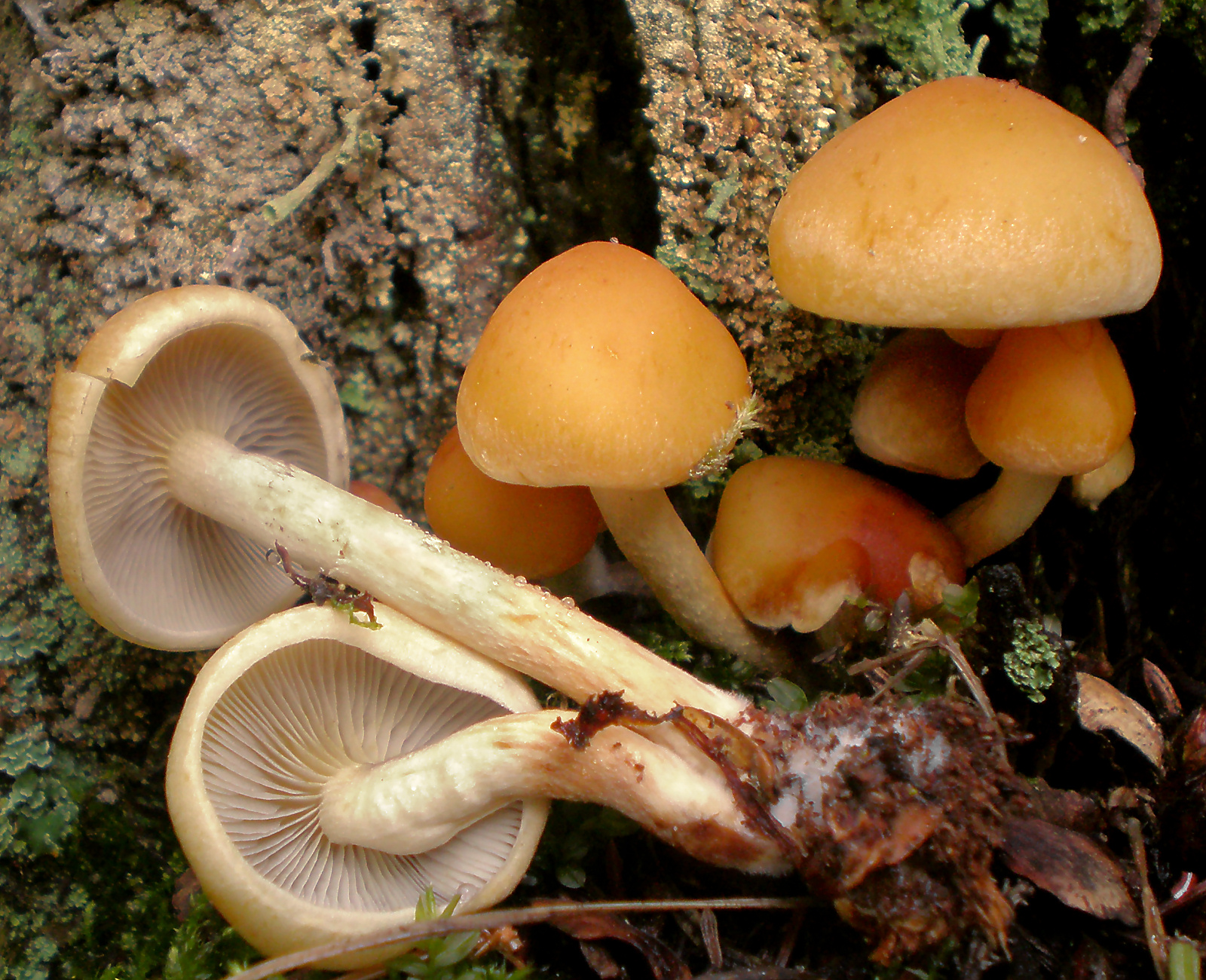
Hypholoma capnoides
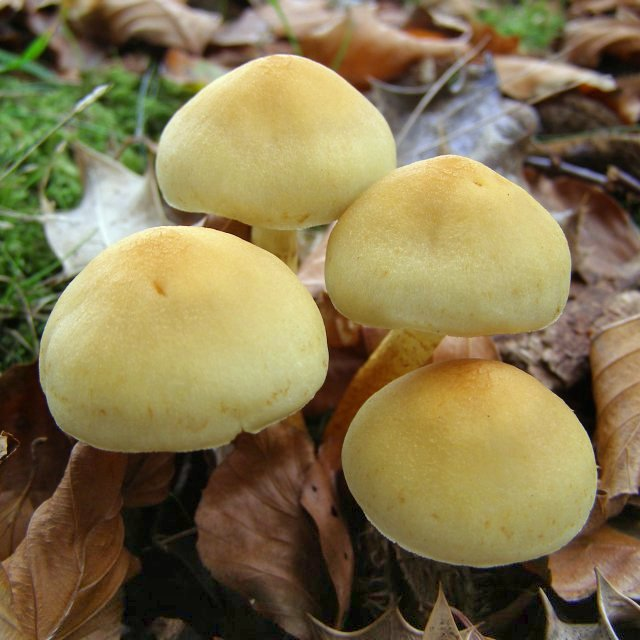
!!Hypholoma fasciculare!!
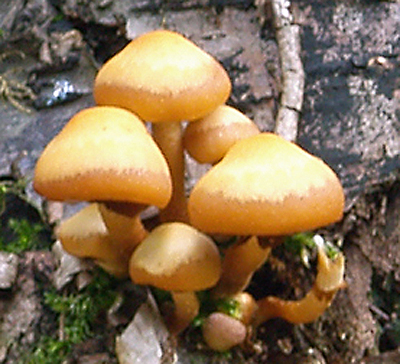
Kuehneromyces mutabilis
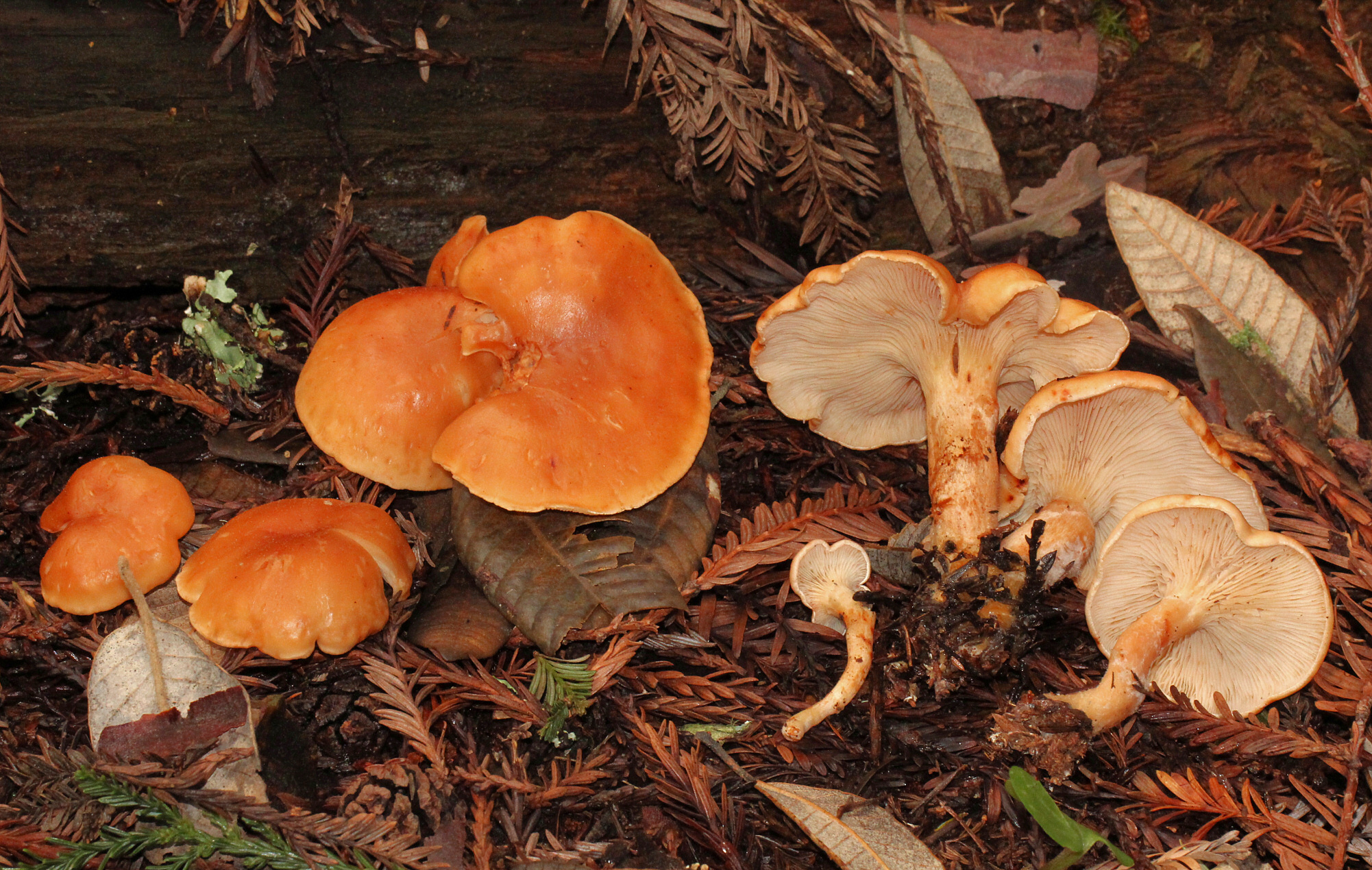
Lepista flaccida
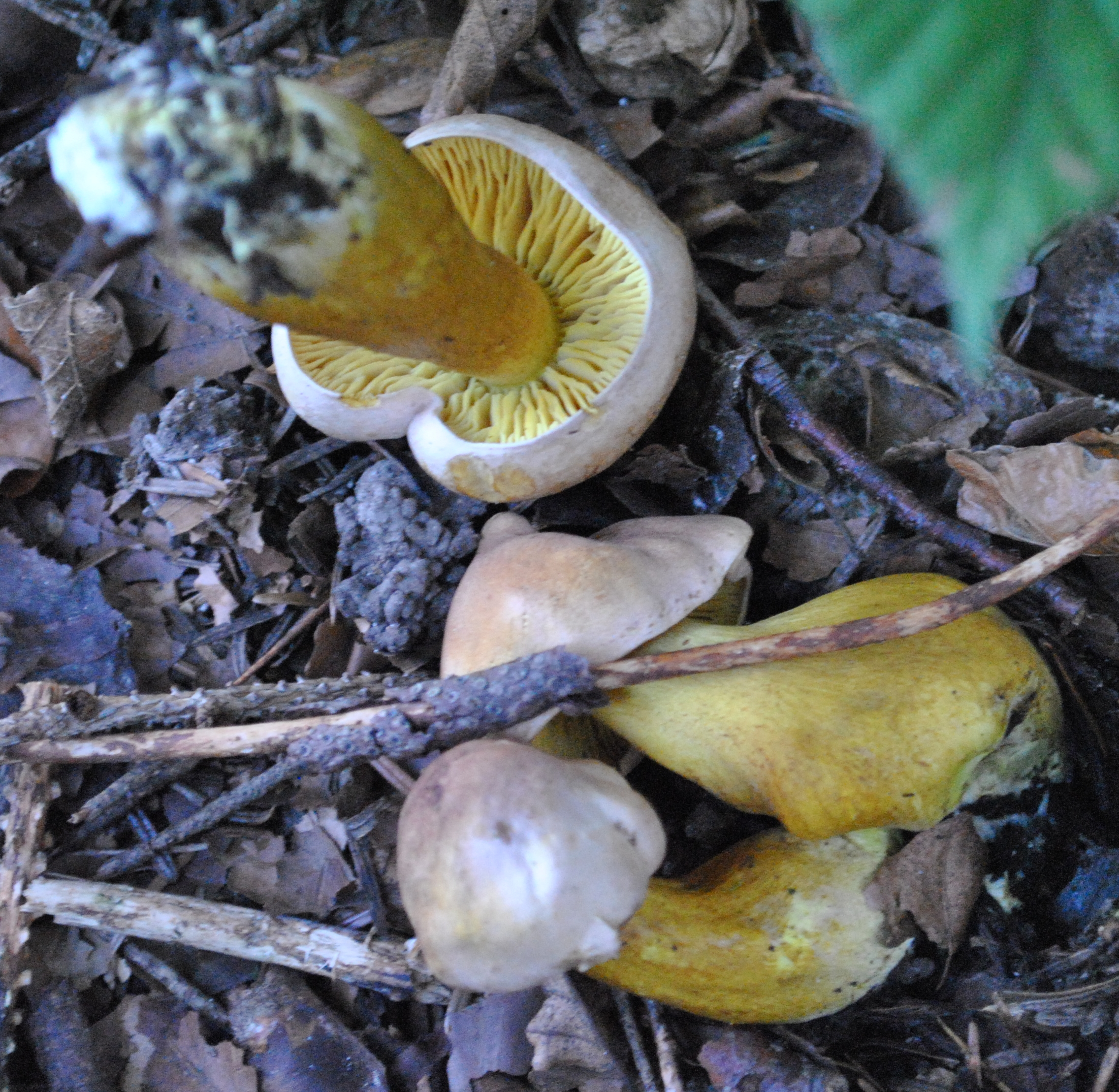
!!Tricholoma bufonium!!
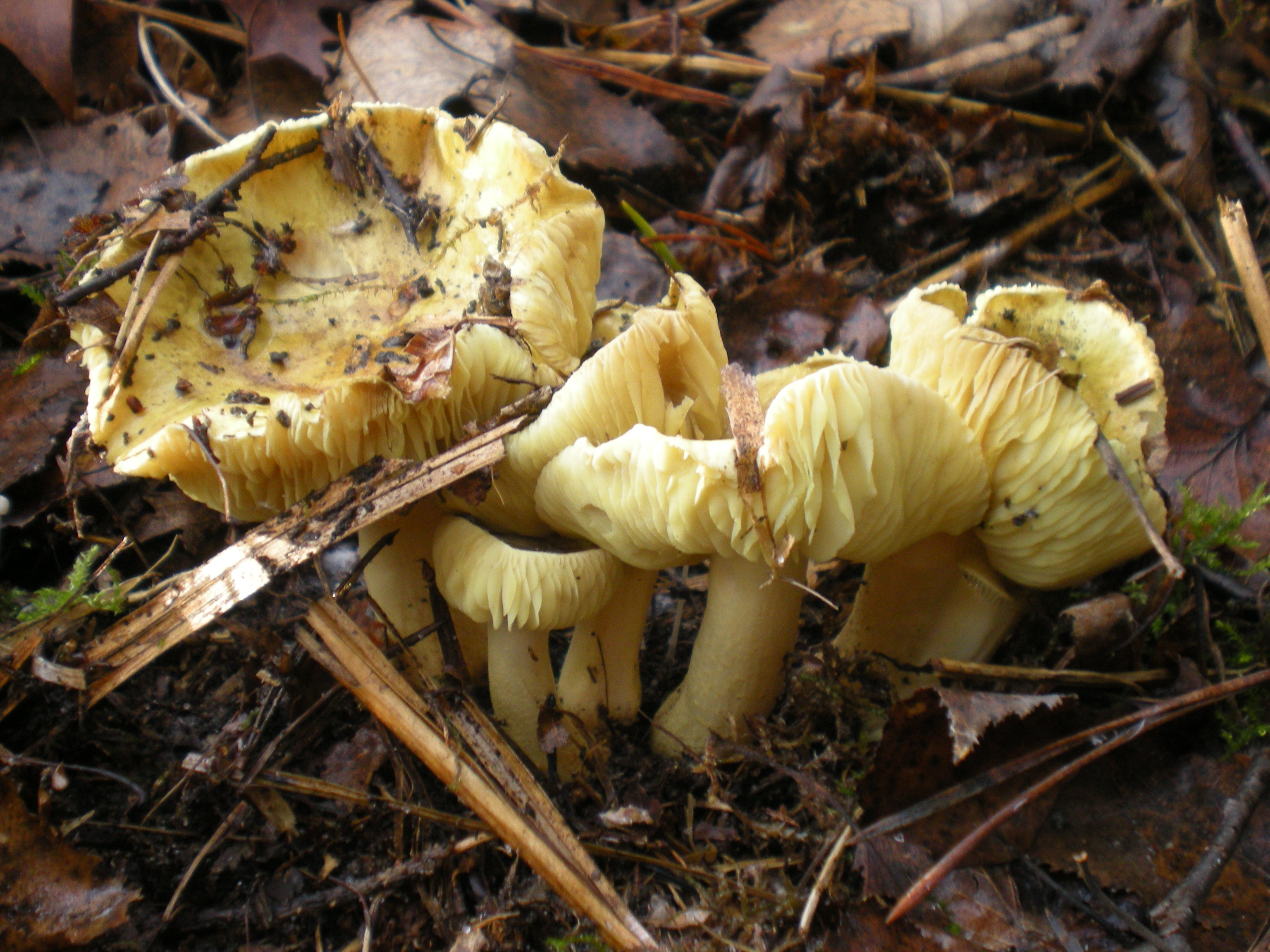
!!Tricholoma equestre sin. flavovirens!!
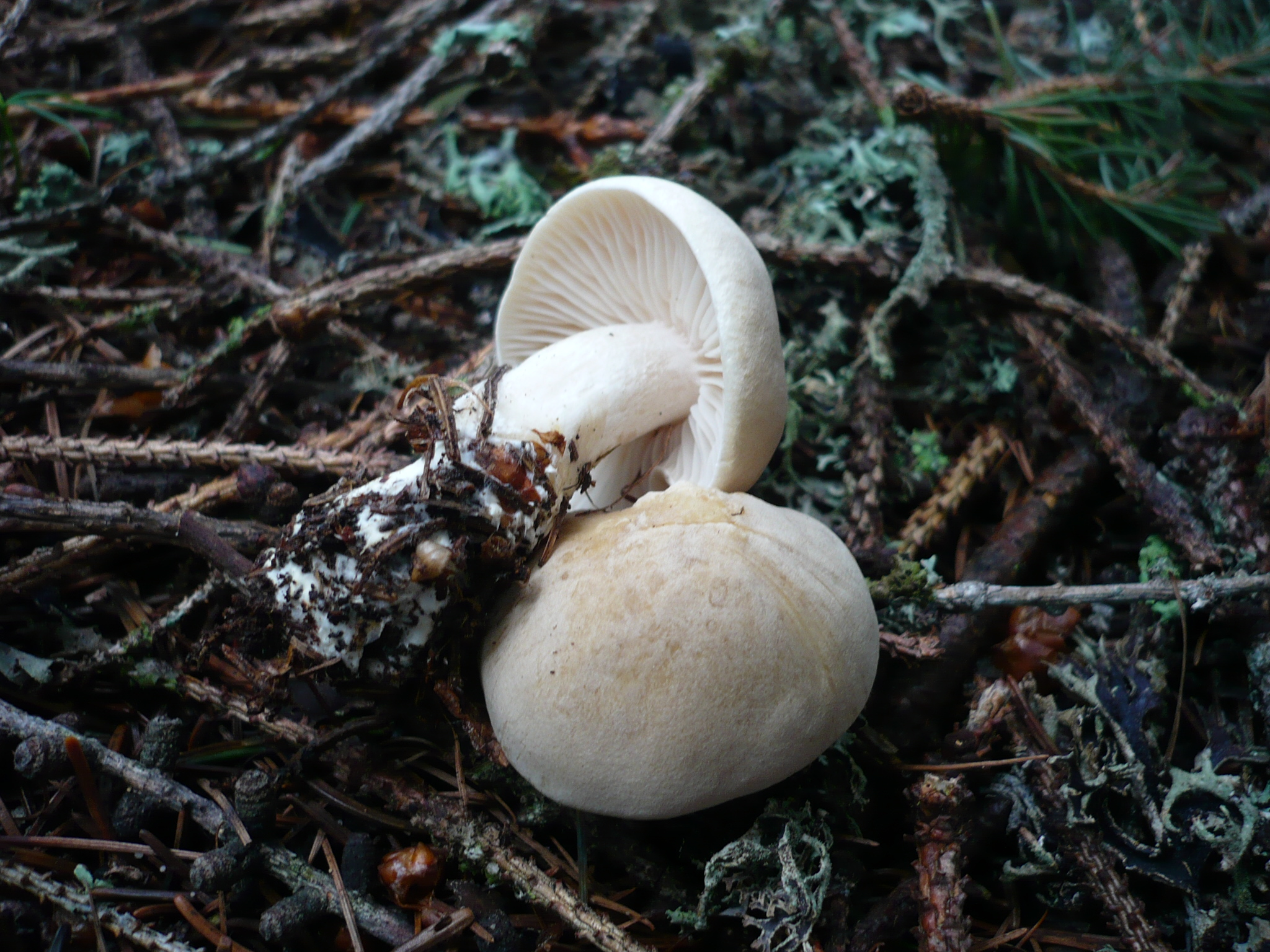
!Tricholoma inamoenum!
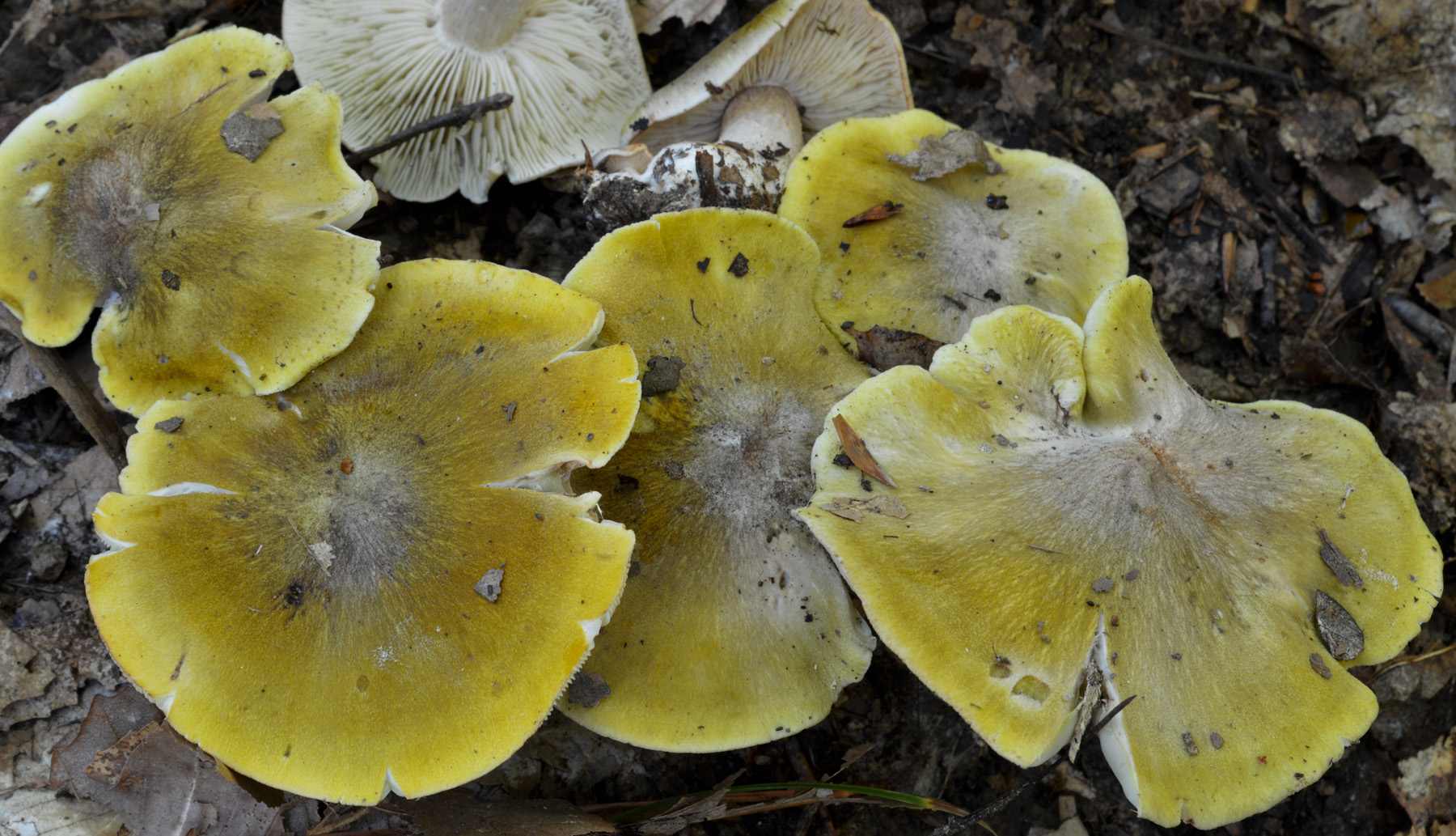
!Tricholoma sejunctum!
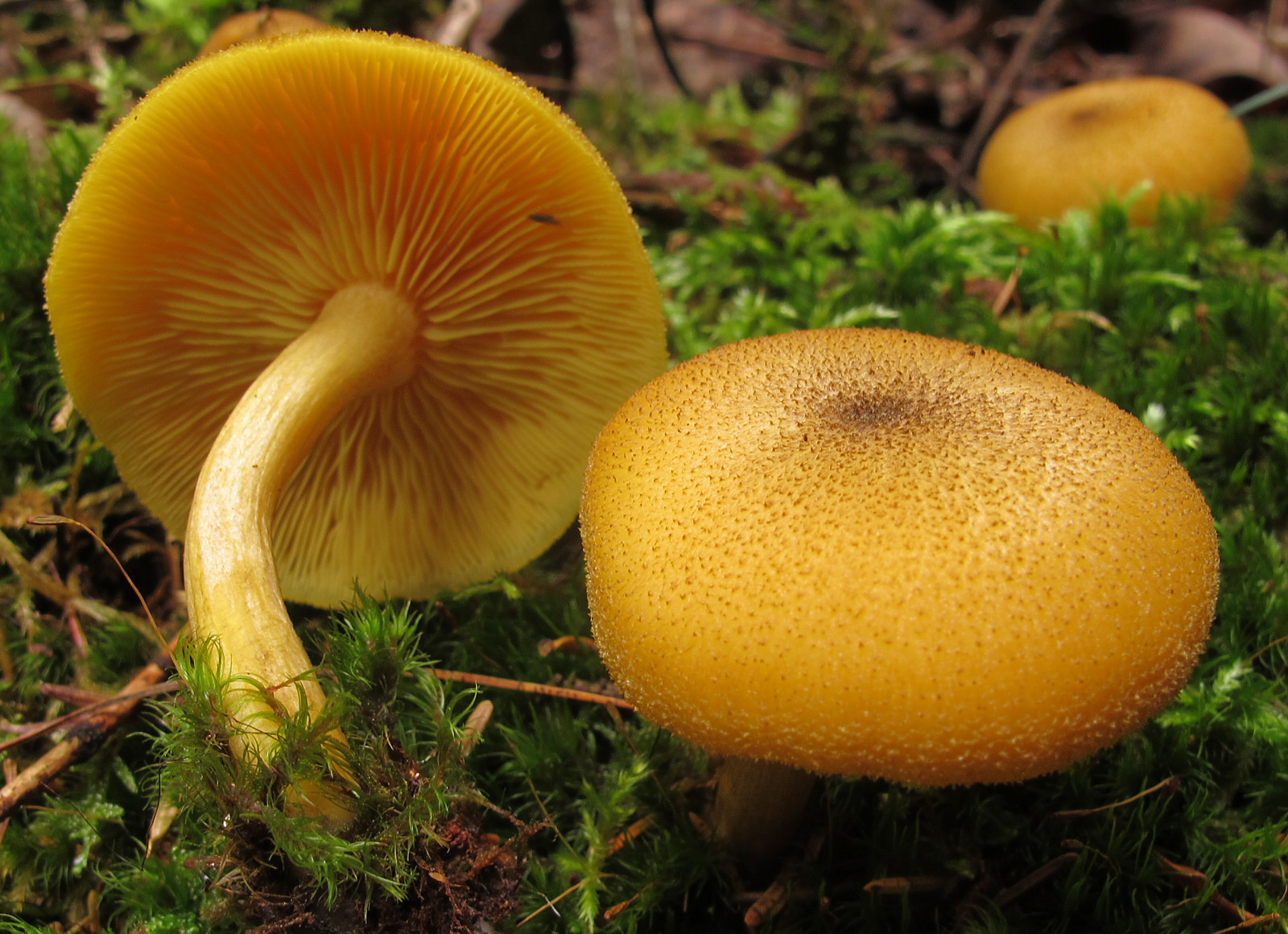
Tricholomopsis decora

## Valorificare
Această ciupercă este din cauza mirosului precum gustului ei complet necomestibilă. Ea a fost identificată ciupercă otrăvitoare, pentru că provoacă, ingerată în porții mai mari sau crudă, probleme gastrointestinale. Pe de altă parte, singur adăugarea de foarte puțini bureți acestui soi la o mâncare ar distruge gustul și mirosul aceleia.
În Pleistocen, această specie frumușică a fost aparentă mult mai frecvent decât în prezent, mai departe se registrează o scădere a populației din anii 1970.
Din păcate se găsesc deseori exemplare călcate în picioare sau rupte. Nu distrugeți această ciupercă frumoasă, mult mai mult acceptați valoarea ei ecologică pentru arbori și pădure!
| Nu mâncați niciodată bureți de genul Tricholoma iuți și/sau amari pentru că provoacă mereu tulburări gastrointestinale, parțial foarte severe. |

## Bibiliografie
- (Marcel) Bon: “Pareys Buch der Pilze”, Editura Kosmos, Halberstadt 2012, ISBN 978-3-440-13447-4
- Bruno Cetto: „Der große Pilzführer”, vol. 1-3, vezi sub "Note"
- H. Clémençon: „Pilze im Wandel der Jahreszeiten”, vol. 1 și 2, Editura Éditions Piantanida, Lausanne 1981
- Rose Marie și Sabine Maria Dähncke: „700 Pilze in Farbfotos”, Editura AT Verlag, Aarau - Stuttgart 1979 și 1980, ISBN 3-85502-0450
- Rose Marie sia Sabine Maria Dähncke: „Pilze”, Editura Silva, Zürich 1986
- Jean-Louis Lamaison & Jean-Marie Polese: „Der große Pilzatlas“, Editura Tandem Verlag GmbH, Potsdam 2012, ISBN 978-3-8427-0483-1
- Hans E. Laux: „Der große Pilzführer, Editura Kosmos, Halberstadt 2001, ISBN 978-3-440-14530-2
- Meinhard Michael Moser: „Röhrlinge und Blätterpilze - Kleine Kryptogamenflora Mitteleuropas” ediția a 5-ea, vol. 2, Editura Gustav Fischer, Stuttgart 1983